# ジェフ・リンジー

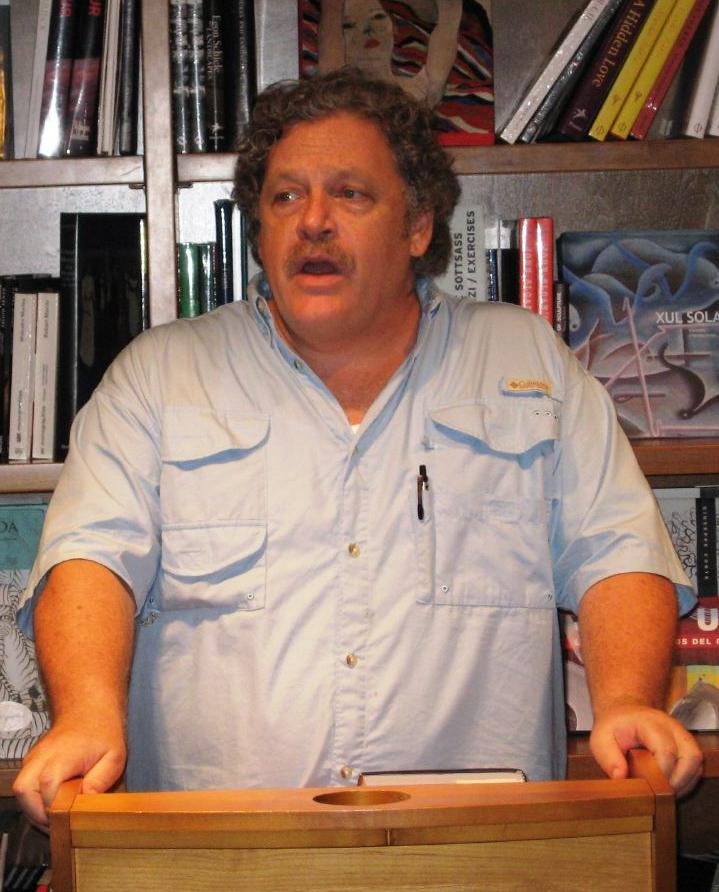
ジェフ・リンジー

ジェフ・リンジー（Jeff Lindsay、本名：ジェフリー・P・フロイントリッヒ（Jeffry P. Freundlich）、1952年7月14日 - ）は、アメリカ合衆国の犯罪小説家。

## 略歴
1994年よりミドルベリー・カレッジを卒業し、レスター・ヘミングウェイ（アーネスト・ヘミングウェイの弟で作家）の娘に当たるヒラリー・ヘミングウェイと結婚している。ヒラリーと共作で、1997年に Time Blender、1998年に Dreamchild、2000年にノンフィクションの Hunting with Hemingway を発表している。
2004年に『デクスター 幼き者への挽歌』（Darkly Dreaming Dexter）を刊行。同作でディリス賞を受賞。また、2006年より『デクスター 警察官は殺人鬼』（Dexter）としてテレビドラマ化されている。
リンジーはさらにデクスター・シリーズの続編の Dearly Devoted Dexter（『デクスター 闇に笑う月』）、Dexter in the Dark（『デクスター 夜の観察者』）、Dexter By Designを刊行しているが、これらの小説の内容はテレビ・シリーズとは展開が異なっている。